# First National Bank of New York
La First National Bank of New York est l'une des banques nationales américaines créées par la réforme bancaire de 1863, qui instituait une pénalité fiscale pour les banques d'État, afin de favoriser un système où tous les billets de banque étaient compatibles. Ces banques nationales, qui ont vite été au nombre de 1500, devaient conserver des réserves obligatoires sous forme de bons du Trésor, afin de faciliter le placement de ceux-ci. Dès 1868, elle était l'une des premières banques du pays.

## Histoire

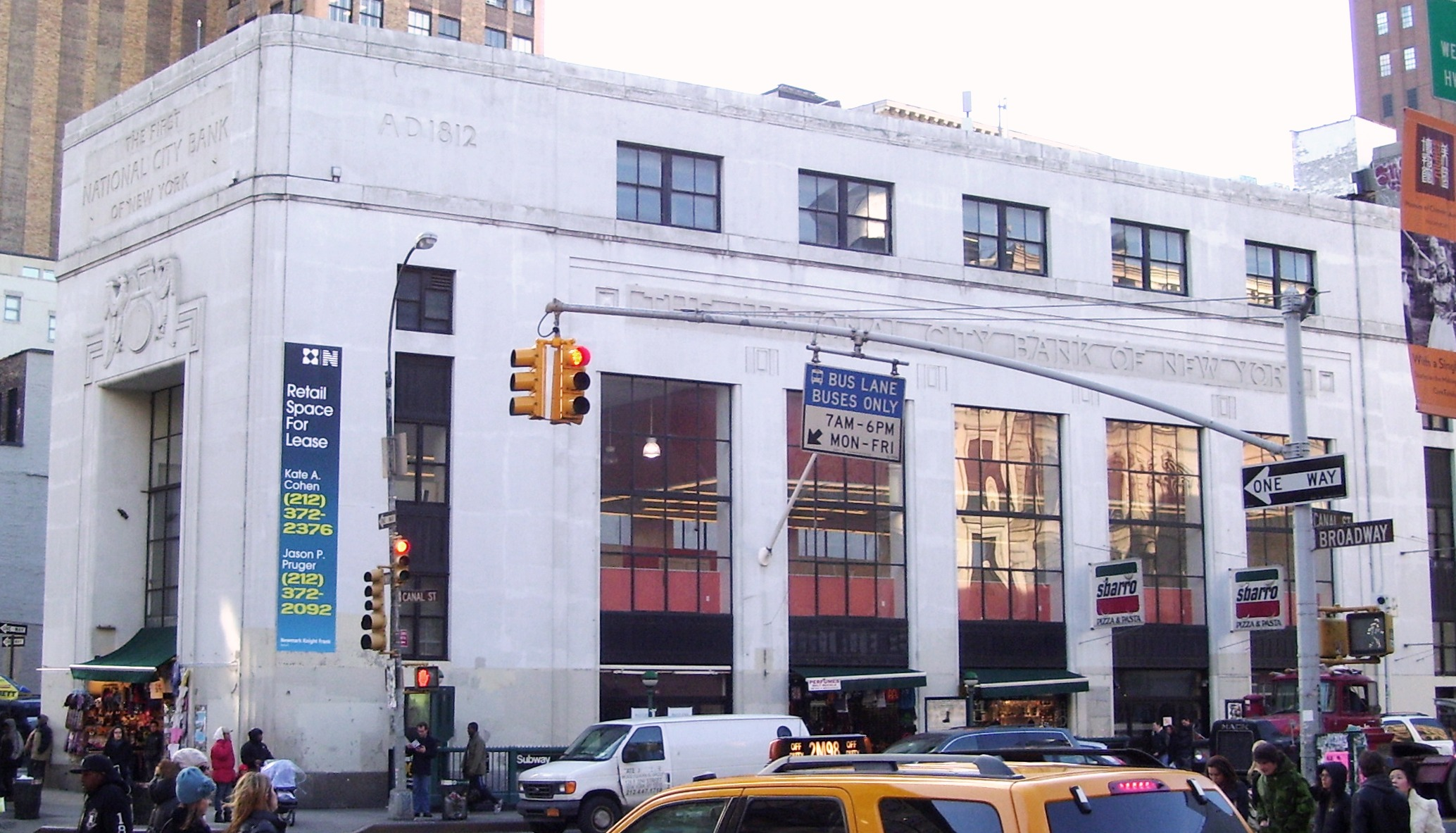
First National City Bank of New York en 2012

La First National Bank of New York a été fondée en 1863 par John Thomson (banquier), qui devint son premier président et se maintint à ce poste pendant dix ans. Plus tard, il fut amené à passer la main à un groupe de financier proches de Jay Cooke, comprenant Francis O. French, James Garland et Harris C. Fahnestock. En 1881, le fils de ce dernier, William Harris créa sa propre banque d'investissement au 2 de Wall Street, la Fahnestock & Co. 
La First National Bank of New York a été par la suite rebaptisée First National City Bank of New York. Elle est ensuite devenue la Citibank, qui appartient au groupe Citigroup.